# Кистлер, Ривс
Ри́вс Ки́стлер (англ. Rives Kistler), полное имя Дэ́ниел Ри́вс Ки́стлер (англ. Daniel Rives Kistler; род. 1949, штат Калифорния, США) — американский юрист и государственный служащий. Судья Апелляционного суда штата Орегон с 1999 по 2003 год. Ассоциированный судья Верховного суда штата Орегон с 2013 по 2018 год. В отставке.

## Биография
Родился в 1949 году в штате Калифорния. В 1964—1967 годах учился в средней школе имени Бена Л. Смита в городе Гринсборо, в штате Северная Каролина. В 1967—1971 годах обучался в Уильямс-колледже, который окончил с отличием, защитив степень бакалавра искусств. В 1972—1974 годах обучался в Университете Северной Каролины в Чапел-Хилл, в котором в 1978 году защитил степень магистра искусств. Работал продавцом в книжном магазине в городе Вашингтон. В 1978—1981 годах учился в Школе права Джорджтаунского университета, которую окончил с отличием, защитив степень доктора юридических наук. В 1980 году, во время обучения, Кистлер был взят на работу в качестве внештатного сотрудника к Гарри Эдвардсу, судье Апелляционного суда округа Колумбия. В 1981—1982 годах он работал судебным клерком у судьи Чарльза Кларка в Апелляционном суде пятого округа США. В 1982—1983 годах работал судебным клерком у судьи Льюиса Ф. Пауэлла-младшего в Верховном суде США; формулировал рекомендации и занимался подготовительной работой к процессам. В 1983 году переехал в город Портленд, в штате Орегон. С 1983 по 1987 год работал адвокатом в юридической фирме «Стоул Райвс»; участвовал в процессах, связанных с бизнесом и торговлей. В 1984 году был принят в Коллегию адвокатов штата Орегон. В 1997 и 1999 годах в звании адъюнкт-профессора преподавал конституционное право штата в Северозападной школе права колледжа Льюиса и Кларка.
Кистлер — открытый гомосексуал. На момент назначения был единственным открытым представителем ЛГБТ-сообщества — судьей Верховного суда в США. В настоящее время он холост и не состоит ни с кем в отношениях.

### Государственная служба
В 1987—1999 годах служил помощником генерального прокурора Департамента юстиции Орегона: вёл брифинги, утверждал уголовные и гражданские апелляции от имени штата в Апелляционный и Верховный суды Орегон и Апелляционный суд девятого округа США.
В 1999 году губернатор штата Джон Кицхабер назначил его судьёй Апелляционного суда Орегона. Приступил к обязанностям 14 января 1999 года, заняв место Ричарда Уильяма Риггса, который перешёл на службу в Верховный суд Орегона. Кистлер служил в апелляционном суде штата до 14 августа 2003 года. 15 августа 2003 года губернатор штата Тед Кулонгоски назначил его ассоциированным судьёй в Верховный суд Орегона вместо Сьюзен М. Лисон, которая подала в отставку. В 2004 году Кистлер выиграл выборы на место ассоциированного судьи, получив 60% голосов. Он баллотировался без возможности переизбрания в 2010 году и снова выиграл. 31 декабря 2018 года подал в отставку.